# Loup de Spolète
Pour les articles homonymes, voir Loup (homonymie).
 Loup de Spolète fut duc lombard de Spolète de 745 à 751.

## Biographie
En 744, la mort du roi des Lombards Luitprand et l'éviction de son neveu corégent et successeur Hildeprand génèrent une tentative de l'ancien duc de Spolète Transamond devenu moine de reprendre le pouvoir après avoir chassé Ansprand le second neveu du défunt roi qui l'avait imposé comme duc.
En février 745, les principaux nobles du duché de Spolète se réunissent en Sabine et décide d'élire l'un d'eux, Loup, comme nouveau duc. Proche du pouvoir royal de Pavie où il se rend en juin 747, le duc et sa pieuse épouse nommée Ermelinde, effectuent des fondations religieuses et des œuvres pieuses dont des donations à l'abbaye de Farfa et au monastère Saint-Georges. La fin du règne de Loup se situe entre le printemps et l'été 751. Le six avril, il est présent dans un acte lors de la fondation du couvent Saint-Georges et le 4 juillet lorsque Aistolf, duc de Frioul depuis 744 et roi des Lombards en 749 comme successeur de son frère Ratchis, confirme à l'abbaye de Farfa les donations faites par « Lupone qui fuit dux civitas nostra spoletanæ » lorsqu'il assume également le gouvernement du duché de Spolète.